# Лубиц, Андреас
Андре́ас Гю́нтер Лубиц (нем. Andreas Günter Lubitz; 18 декабря 1987, Нойбург-ан-дер-Донау, ФРГ — 24 марта 2015, Альпы Верхнего Прованса, около Динь-ле-Бена, Франция) — немецкий пилот. Будучи вторым пилотом Airbus A320 рейса 9525 компании Germanwings, он намеренно разбил самолет во Французских Альпах. Согласно окончательному отчету французского следственного агентства BEA, Лубиц намеренно направил самолет в гору «путем сознательного и спланированного действия», в результате чего погибли все 150 человек, находившихся на борту.

## Биография
Андреас Лубиц родился в Германии, в городе Нойбург-на-Дунае (Бавария). Семья жила в доме его бабушки и дедушки, эмигрировавших в 1970-х годах из Румынии. В своё время дед работал педиатром, а бабушка была учителем начальной школы. Когда Андреасу исполнилось 6 лет, вся семья переехала в Монтабаур (земля Рейнланд-Пфальц) и поселилась в большом доме. В этих местах и прошла большая часть детства Лубица.
Мать Андреаса работала преподавателем музыки (по классу фортепиано), а отец был предпринимателем. К тому же в то время мать Урсула регулярно играла на органе на праздниках в местной церкви.
Во время обучения в школе Андреас Лубиц подрабатывал в ресторане сети Burger King. Впоследствии менеджер заведения охарактеризовал его как «надёжного и незаметного» сотрудника («dependable and inconspicuous»). Лубиц оставил свою работу в «Бургер Кинге», когда начал обучение пилотированию.

### Карьера в авиации
По воспоминаниям родителей, авиация привлекала Андреаса Лубица с детства. С 14 лет он посещал аэроклуб Luftorts Club Westerwald и совершал полёты на двухместном планере ASK 21. Со временем им был приобретён такой планер, который хранился на стоянке аэродрома в его родном городе Монтабаур.
В 2008 году А. Лубиц получил среднее образование и затем поступил в лётную школу Lufthansa Lufthansa Flight Training School в Бремене. Часть обучения проходила на территории США (Феникс, Аризона). При этом уже в то время Андреас переживал эмоциональное перенапряжение. По словам Альдольфа Детлефа (Aldolf Detlef), менеджера «Бургер Кинга», в котором ранее работал Лубиц, в 2009 году они встречались, и Андреас поделился своими ощущениями: «Слишком много стресса. Я собираюсь сделать перерыв» («Too much stress. I’m going to take a break»). При этом Лубиц не выдавал это состояние как депрессию.
Однако в том же году Андреас прервал на несколько месяцев обучение в лётной школе. При восстановлении он уведомил руководство школы о предыдущих эпизодах тяжёлой депрессии, указав это в медицинских документах и сделав акцент на этом в письме. Однако, вопреки указаниям, Lufthansa об этом эпизоде не сообщила государственному надзорному органу Германии в сфере авиационной безопасности.
В сентябре 2013 года Лубиц устроился в авиакомпанию Germanwings. В течение 11 месяцев он работал бортпроводником, а одновременно продолжал обучение по управлению самолётом. Затем, сдав необходимые экзамены, он получил квалификацию пилота и в 2014 году был переведён на должность второго пилота Airbus A320.
По сообщению СМИ, второй пилот два раза проходил контроль пригодности к полетам, включая медицинское обследование, — летом 2013 и в 2014 годах. Кроме того, в летной лицензии Лубица была пометка SIC, указывающая на необходимость регулярных тщательных медицинских обследований.
Впоследствии психологическое состояние Андреаса ухудшалось. При этом он продолжал работать в авиакомпании и постепенно обустраивал личную жизнь. В 2012—2013 годах у него начались отношения с Катрин Гольдбах, преподавателем английского языка и математики в средней школе Крефельда недалеко от Дюссельдорфа. Гольдбах оставила свою преподавательскую работу в Монтабауре в 2013 году и переехала с Лубицем в квартиру в Дюссельдорфе. Официальный брак пара не регистрировала. При этом знакомы Лубиц и Катрин были с подросткового возраста. Однако, по данным СМИ, со ссылкой на друзей пары, они собирались в ближайшее время объявить о дате свадьбы. В Дюссельдорфе Катрин Гольдбах также работала в школе.
На момент авиационной катастрофы, в марте 2015 года, налёт Андреаса Лубица составлял около 630 часов.

### Проблемы со здоровьем
В декабре 2014 года Лубиц попал в автомобильную аварию, в результате чего у него возникли проблемы со зрением и позвоночником. Из-за своего психического состояния и полученных травм он наблюдался у врачей, однако скрывал от работодателя проблемы со здоровьем. Одновременно врачам он говорил о том, что на время лечения отстранён от полётов и мечтает как можно скорее вернуться к работе.
Издание Bild опубликовало копию письма Андреаса Лубица одному из своих врачей, отправленное 10 марта 2015 года: «Максимальный отрезок сна ночью составляет два часа (однако в последнее время и это редкость). Я боюсь, что продолжу слепнуть, и мысли о зрении не выходят у меня из головы, из-за такого стресса я не могу долго спать». Кроме того, в письме пилот писал о психологических проблемах, критиковал рекомендации психологов по выписанным препаратам.
Андреас Лубиц наблюдался у психиатров. Незадолго до катастрофы он искал в Интернете статьи по запросам «биполярность» и «маниакальная депрессия», а также информацию о возможностях лечения. Кроме того, он просматривал публикации по запросам «двери кабины пилотов» и «способы суицида». Кроме того, среди понятий, которые Лубиц набирал в строчке поисковых систем, — «мигрень», «болезни глаз» и «травма от удара». Интересный факт: в качестве никнейма Андреас использовал имя Skydevil, что переводится как «небесный дьявол». Перед последним рейсом Андреас написал записку, в которой изложил три варианта дальнейших событий: «найти внутренние силы работать и продолжать жить», «бороться со стрессом и бессонницей» и «дать себе уйти», а завершалась словами «Решу в воскресенье». Также в бумаге был указан номер рейса.
Согласно официальному отчёту, за 2 недели до катастрофы Андреас должен был проходить лечение в психиатрической клинике, однако его своевременно не госпитализировали.

## Катастрофа A320 под Динь-ле-Беном
24 марта 2015 года Андреас Лубиц находился в качестве второго пилота на самолёте Airbus A320-211 немецкой бюджетной авиакомпании Germanwings со 144 пассажирами и 6 членами экипажа на борту. Рейс 4U 9525 следовал по маршруту Барселона — Дюссельдорф. Время прибытия — 11:55 CET.
Однако около 10:31 CET самолёт начал резкое снижение (с высоты в 38 тысяч футов (11,6 км)), завершившееся столкновением с землёй. Следственной группой было установлено, что самолёт разбился из-за намеренных действий второго пилота Андреаса Лубица. Когда командир экипажа покинул кабину, Лубиц закрыл дверь и дал указание автопилоту снизить высоту полёта воздушного судна. Командир пытался вернуться в кабину, он стучал в дверь и делал попытки выломать её, но безуспешно.
До момента столкновения с землёй Андреас Лубиц хранил молчание, не выходил на связь с диспетчером и не отвечал на его вызовы. Согласно записи бортового самописца, его дыхание было нормальным. Однако за 93 секунды до столкновения с землёй были отмечены движения ручки управления самолетом небольшой амплитуды, произведенные со стороны второго пилота. Предполагается, что Андреас Лубиц пытался поднять самолёт. Эти действия не оказали влияния на траекторию движения, так как касания систем управления были недостаточно сильными для отключения автопилота, выполнявшего программу на снижение.
10:41 CET Airbus A320 снизился до высоты в 2000 метров над уровнем моря и разбился, врезавшись в горы. Погибли все находившиеся на борту 150 человек.
|  | Я не могу использовать слово „самоубийство“, если одновременно гибнет ещё 150 человек.Брис Робен — прокурор Марселя (Франция) |

## Последствия
Андреас Лубиц был похоронен 27 июня 2015 года в городе Монтабаур, где пилот провёл большую часть жизни. При этом похороны проходили тайно, и на время церемонии, длившейся три часа, местные власти распорядились закрыть кладбище. По данным Bild, на могиле Лубица не указано его полное имя, а только краткая форма — Энди. До этого, в начале апреля 2015 года, семье его подруги Катрин Гольдбах пришлось покинуть город Монтабаур, где они проживали, из-за общественного давления. Возвращаться они не намерены.
В связи с действиями Андреса Лубица в ряде стран Европейского союза развернулась дискуссия о необходимости законодательного закрепления для врачей требования сообщать о состоянии здоровья пилотов. В конце 2015 года власти Южной Кореи разработали новую программу оценки состояния здоровья пилотов гражданских самолётов, в том числе психического, чтобы не допустить повторения инцидента с Airbus A320 компании Germanwings.